# (8064) Lisitsa
(8064) Lisitsa est un astéroïde de la ceinture principale.

## Description
(8064) Lisitsa est un astéroïde de la ceinture principale. Il fut découvert le 1er septembre 1978 à Naoutchnyï par Nikolaï Tchernykh. Il présente une orbite caractérisée par un demi-grand axe de 2,78 UA, une excentricité de 0,21 et une inclinaison de 7,6° par rapport à l'écliptique.

## Compléments